# 荻生徂徠墓
荻生徂徠墓（おぎゅうそらいはか）は、東京都港区三田四丁目にある荻生徂徠の墓で、国の史跡。荻生徂徠は、江戸時代中期の儒学者・思想家・文献学者で、徳川吉宗に重用され、古文辞学を提唱して護園学派の祖となった人物である。

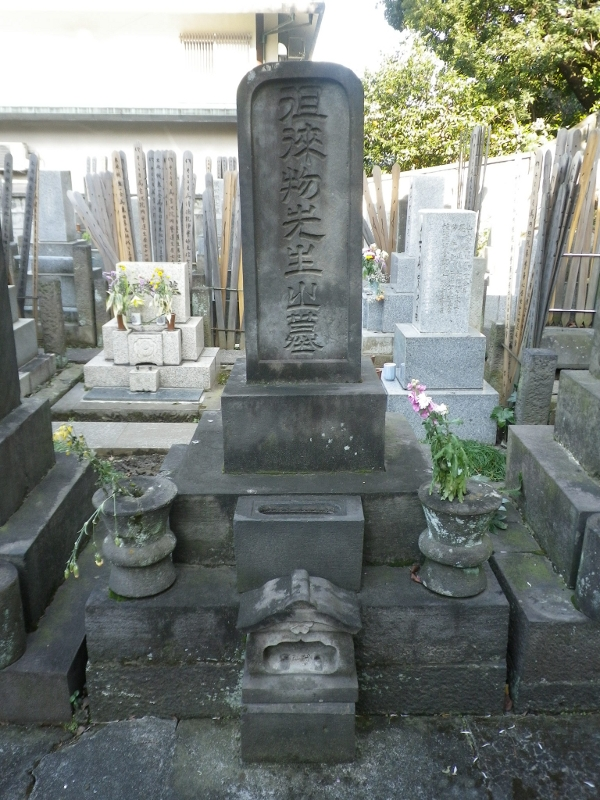
荻生徂徠墓

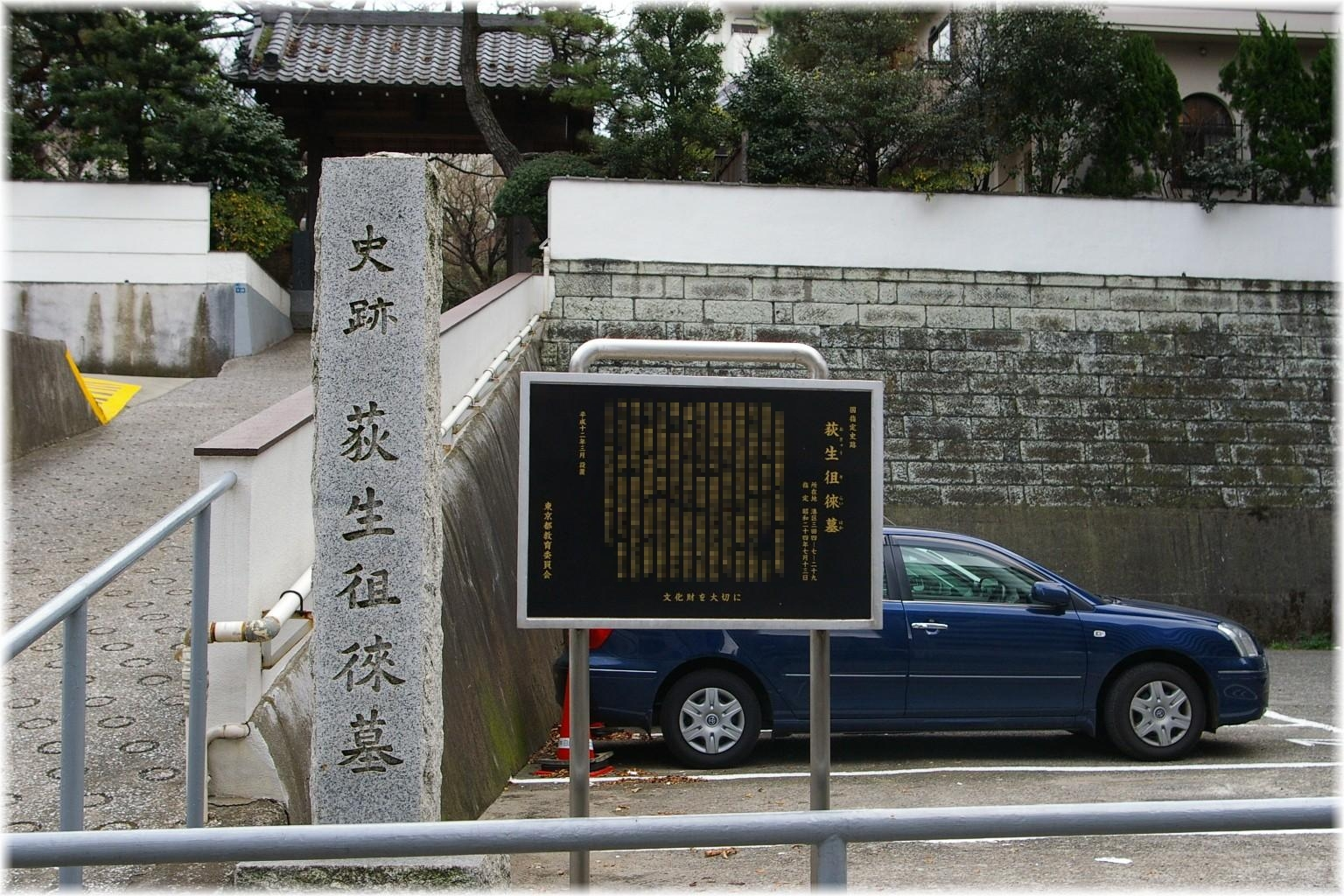
表示板

## 概要
荻生徂徠は、享保13年（1728年）正月19日、63歳で死去し、三田の長松寺に葬られた。墓は三重の台石上に高さ約3尺1寸6分、幅は1尺2寸3分、奥行約8寸7分の頭部櫛形の棹石を立て、表面に隷書体で「徂徠物先生之墓」と刻し、背面には猗蘭侯（本多忠統）が墓誌を撰し、葛烏石（松下烏石）が書した旨を記した銘文が彫られている。
1949年（昭和24年）7月13日、国の史跡に指定された。史跡管理団体は長松寺である。
2000年（平成12年）3月に東京都教育委員会によって表示板が設置された。三田の忍願寺の駐車場内に石碑および説明板が設置されている。